# Riccardo Motta
Riccardo Motta (Torino, 13 novembre 1878 – Roma, 24 agosto 1962) è stato un prefetto italiano.

## Biografia
Laureato in Giurisprudenza, partecipò come Maggiore alla prima guerra mondiale in artiglieria, guadagnandosi la Croce di guerra.
Intraprese l'attività di prefetto, operando a Varese, dal 12 dicembre del 1926 al 14 giugno del 1928, a Udine, dal 14 giugno del 1928 al 10 agosto del 1931, ad Ancona, dal 10 agosto del 1931 al 30 agosto del 1934, a Bari, dal 30 agosto del 1934 al 14 luglio del 1935 e a Milano, dal 14 luglio del 1935 al 17 giugno del 1937.
Nominato Senatore del Regno il 22 aprile del 1939, fu Commissario del Governatorato di Roma, dal 21 agosto del 1943 al 5 gennaio del 1944.